# مرصد بيير أوجيه
مرصد بيير أوجيه (بالإنجليزية: Pierre Auger Observatory) هو مرصد دولي للأشعة الكونية في الأرجنتين مُصمم لاكتشاف الأشعة الكونية فائقة الطاقة أي الجسيمات دون الذرية التي تنتقل بسرعة الضوء تقريبًا بطاقة تتجاوز 1018 إلكترون فولت لكل جسيم. تقع نافذة الإشعاع المرصودة في نطاق طاقة تتراوح بين 1017إلكترون فولت حتى 1020 إلكترون فولت. يتكون الإشعاع بشكل رئيسي من البروتونات، ويتكون نادرًا  أيضًا من نوى ذرية أثقل، والتي تُنتج عددًا كبيرًا (أكثر من 106) من الجسيمات الأخرى عند اصطدامها بالغلاف الجوي للأرض . تتفاعل هذه الجسيمات في الغلاف الجوي الأرضي مع نويات الهواء وتنتج جسيمات أخرى مختلفة. يمكن الكشف عن هذه الجسيمات المؤثرة (التي تسمى «دش الهواء») وقياسها. لكن نظرًا لأن هذه الجسيمات عالية الطاقة لها معدل وصول يُقدر بجسيم واحد لكل كيلومتر مربع في كل قرن، أنشأ مرصد أوجيه منطقة كشف بمساحة 3000 كيلومتر مربع (1200 ميل مربع) – أي بنفس مساحة ولاية رود آيلاند، أو دولة لوكسمبورغ – للكشف عن عدد كبير من هذه الأحداث. يقع المرصد في محافظة مندوزا الغربية بالأرجنتين، بالقرب من جبال الأنديز.
بدأ البناء في عام 2000، وقد جمع المرصد بيانات التقدم في البناء منذ عام 2005 وتم الانتهاء منه رسميًا في عام 2008. كان من المقرر أن يقع الموقع الشمالي في جنوب شرق ولاية كولورادو في الولايات المتحدة لتستضيفه كلية «لامار» المجتمعية. كما كان من المقرر أن يتكون من كاشفات «شيرينكوف» المائية وتلسكوبات فلورية، تغطي مساحة 10370 كيلومتر مربع – أكبر بـ 3.3 مرة أوجيه الجنوبي.
سُمي المرصد تكريماً للفيزيائي الفرنسي بيير فيكتور أوجيه. اقتُرح المشروع من قبل جيمس كرونين وآلان واتسون في عام 1992. واليوم، يتعاون أكثر من 500 فيزيائي من نحو 100 مؤسسة حول العالم للحفاظ على الموقع في الأرجنتين وترقيته وجمع وتحليل البيانات المُقاسة. تقاسمت الدول الخمس عشرة المشاركة ميزانية البناء البالغة 50 مليون دولار، إذ تمول كل دولة جزءًا صغيرًا من التكلفة الإجمالية.

## خلفية فيزيائية
تصل الأشعة الكونية عالية الطاقة إلى الأرض من الفضاء الخارجي. التي تتكون من جسيمات دون الذرية (بروتونات أو نويات ذرية)، يتمتع كل منها بمستويات طاقة تتجاوز 1018 إلكترون فولت. عندما يصل أحد هذه الجسيمات إلى الغلاف الجوي الأرضي، فإنه يخسر طاقته من خلال توليد مليارات الجسيمات الأخرى: الإلكترونات والفوتونات والميونات، التي تتحرك جميعها بسرعة قريبة من سرعة الضوء. تنتشر هذه الجسيمات طوليًا (متعامدة مع المسار الوارد للجسيم المنفرد)، ما ينتج مستوً من الجسيمات المتحركة نحو الأمام، ذي كثافة أعلى بالقرب من محور الحركة. يسمى هذا الحدث «دش الهواء». مع مروره عبر الغلاف الجوي، يولد مستوى الجسيمات هذا ضوءًا من الأشعة فوق البنفسجية، غير مرئي للعين البشرية، يسمى تأثير الفلورية، على شكل نمط من الآثار الضوئية المستقيمة. يمكن تصوير هذه الآثار  بسرعة عالية بواسطة تلسكوبات متخصصة تسمى كاشفات الفلورية، تُطل على منطقة بارتفاع طفيف. بعد ذلك، عندما تصل الجسيمات إلى سطح الأرض، يمكن اكتشافها عند وصولها إلى خزان مياه، حيث تنتج ضوءًا أزرقاً مرئياً نتيجة ما يُعرف باسم تأثير شيرينكوف. يمكن لأنبوب كهروضوئي حساس رصد هذه التأثيرات. يُسمى هذه الجهاز كاشف أو خزان شيرينكوف المائي. يحتوي مرصد أوجيه على كلا النوعين من الكواشف التي تغطي نفس المنطقة، ما يسمح بإجراء قياسات دقيقة للغاية.
عندما يضرب دش الهواء العديد من كاشفات شيرينكوف على الأرض، يمكن حساب اتجاه الشعاع باستخدام رياضيات هندسية بسيطة. يمكن تحديد نقطة المحور الطولي من خلال درجة الكثافة في كل محطة أرضية مُتأثرة. اعتمادًا على فرق الوقت بين أماكن الاصطدام، يمكن تحديد زاوية المحور. لكن عندما يكون المحور عموديًا، تُسجل الكاشفات الأرضية التأثير في نفس اللحظة، وسيؤدي أي ميل في المحور إلى فرق زمني بين التصادم الأول والأخير.

## بنية التجربة والكواشف
بـٌني مرصد بيير أوجيه في بامبا أماريلا بالقرب من بلدة مالارغوي الأرجنتينية الصغيرةعلى مساحة تيلغ 3000 كيلومتر مربع، وافتُتح رسميًا في نوفمبر 2008 بحضور جيم كرونين. يتكون المرفق التجريبي بشكل أساسي من نظامي كواشف مستقلين: مكشاف السطح (SD) ومكشاف الفلورسنت (FD). لاحقًا، أُضيفت هوائيات راديوية (RD) ومكشافات  ميون (MD) إلى جزء من مصفوفة التجربة  لزيادة دقة القياس للطاقات المنخفضة. حاليًا، يجري العمل على تطوير المرصد بتطوير يعرف  باسم "أوجيه برايم". يتضمن هذا التطوير عدة تحسينات، أبرزها زيادة دقة قياس كواشف السطح.

## مكشاف السطح (SD)

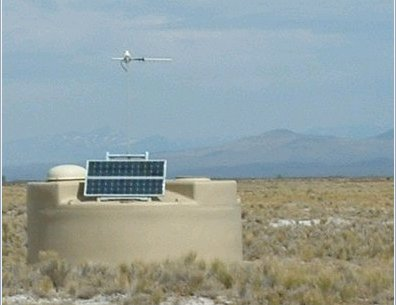
أحد بئار كاشف السطح (SD)، أو "الخزان تشيرنكوف" لمرصد بيير أوجيه.

يتكون مكشاف السطح  من 1660 بئرا مرتبة على شكل مثلث،  يفصل بينها 1500 متر، على مساحة تقارب 3000 كيلومتر مربع على هضبة ترتفع حوالي 1400 متر فوق مستوى سطح البحر.[1] تتكون كل بئر من خزان مملوء بـ 12 مترًا مكعبًا من الماء فائق النقاء، حيث تُولد الجسيمات القدمة في الماء إشعاع تشيرنكوف. يُسجل هذا الإشعاع بواسطة ثلاثة مُضاعِفات ضوئية إلكترونية مُثبتة في غطاء الخزان. يُولّد دش هوائي إشارة في عدة خزانات. يُمكن بعد ذلك استخدام قوة وتوقيت كل إشارة لتحديد طاقة واتجاه الجسيم الرئيسي.
كجزء من تطوير "أوجر برايم"  سيتم تركيب مكشاف وميض بلاستيكي فوق كل مكشاف من كواشف السطح. يتيح القياس المشترك باستخدام مكشافات  تشيرينكوف المائية قياس نسبة الإلكترونات والميونات في 
دش الهواء (فيزياء)  ومن ثم تقدير كتلة الجسيم الأساسي للإشعاع الكوني.
كان "آلان واتسون" هو المشرف على  فريق البحث في السنوات الأخيرة، ثم شارك في تأسيس مشروع التعاون في مرصد أوجيه.

## مكشاف الفلورسنت (FD)
يتكون مكشاف  الفلورسنت من 27 تلسكوبًا موزعة على أربعة مواقع، تمسح مجال كاشف السطح. تسجل مكشافات  الفلورسنت الضوء الفلوري الناتج عن الدش الضوئي في الغلاف الجوي. يسمح هذا بدراسة تطور دشات الهواء  واستنتاج خصائص الجسيم الأولي بشكل مستقل عن مكشاف السطح.
يتصف ضوء الفلورسنت الناتج بضعف شديد، ولذلك لا يمكن تشغيل كاشف الفلورسنت إلا في الليالي التي لا يظهر  القمر فيها ، والتي تمثل حوالي 13% من وقت التشغيل. ومع ذلك  يُعوّض هذا الوقت القصير بدقة مكشاف الفلورسنت  أعلى بكثير مقارنةً بمكشاف السطح.
في عام 1992  قام "جيمس كرونين" بالانضمام إلى مشروع تعاون أوجيه للمراقبة.

## مكشاف الراديو (RD)
يتكون مكشاف  الراديو من  مصفوفة أوجر الهندسية الراديوية (AERA)  من أكثر من 150 محطة هوائي موزعة على مساحة 17 كيلومترًا مربعًا. يُستخدم نوعان رئيسيان من الهوائيات في المحطات: هوائي ثنائي القطب اللوغاريتمي الدوري (LPDA) وهوائي ربطة العنق (الفيونكه أو الفراشة). تحتوي كل محطة على هوائيين لقياس المجال الإلكتروني بشكل متناسب في الاستقطابين  الشرقي والغربي والشمالي والجنوبي. يتراوح تردد كلا النوعين بين 30 و80 ميجاهرتز. بينما كان التركيز في البداية على الجدوى التقنية لتقنية الراديو، ينصب التركيز الآن على زيادة دقة قياس دشوش الهواء من خلال التحليل المشترك مع الكواشف الأخرى.
كجزء من "تطوير أوجر برايم"، سيتم تركيب هوائي راديو SALLA إضافي على كل مكشاف  سطحي. وقد استُخدم النموذج السابق بنجاح في تجربة تونكا. ستزيد هذه الهوائيات من دقة القياس في دشات الهواء شديدة الميل.

## كاشف الميونات (MD)
يتكون كاشف الميونات من مكشافات  جسيمات وميض مدفونة. حتى الآن، تم تركيب كواشف ميونات إضافية في سبعة كواشف سطحية لزيادة دقة تكوين الأشعة الكونية. خلال السنوات القليلة القادمة، سيتم تجهيز أكثر من 20 كيلومترًا مربعًا من سطح الكاشف بكواشف ميونات، وعلى وجه التحديد في مواقع هوائيات الراديو. في هذا المواقع  يُكثَّف كاشف السطح إلى مسافة 750 مترًا، مما يسمح بعتبة طاقة أقل من 1 إلكترون فولت (إكسا إلكترون فولت).
قررت مجموعة بيير أوجيه إتاحة 1% من البيانات للجمهور. يمكن الاطلاع على الأحداث التي جُمعت منذ عام 2004 على موقع إلكتروني  يُحدَّث يوميًا.

## معرض صور

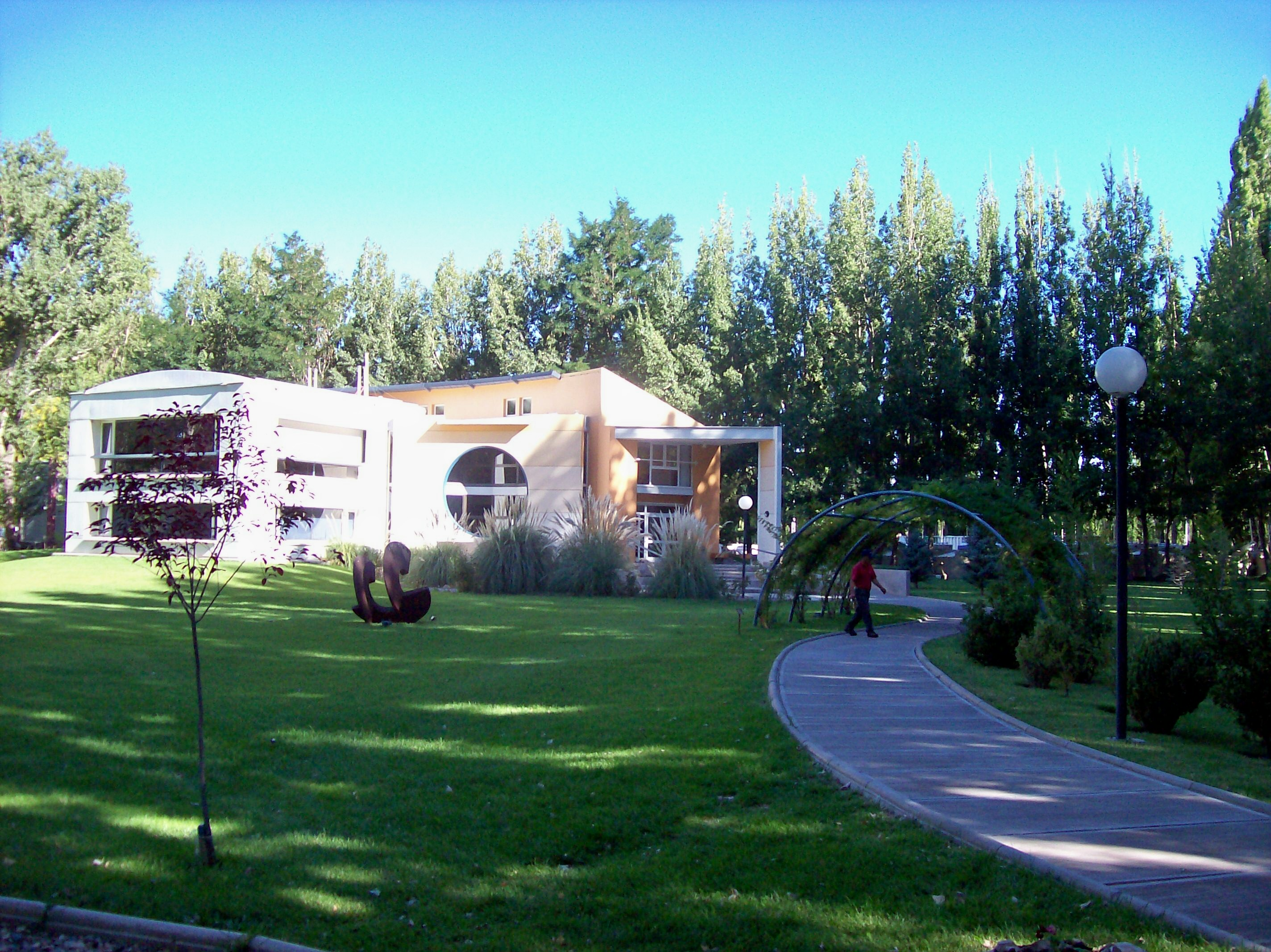
مبنى التحكم وتجميع البيانات
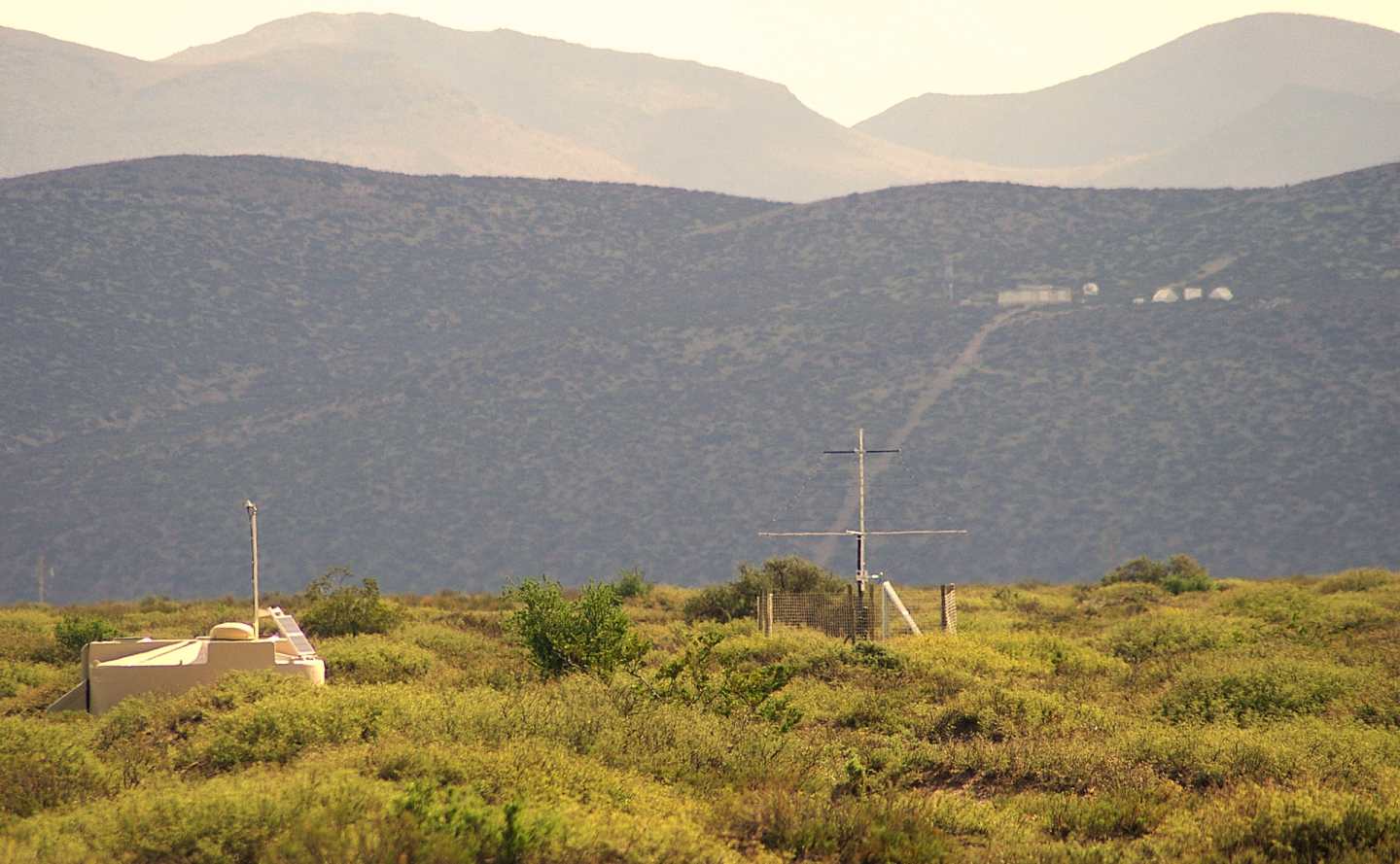
هوائي LPDA لمصفوفة أوجر الهندسية الراديوية مزود بخلية شمسية لتشغيل الأجهزة الإلكترونية المرتبطة به.
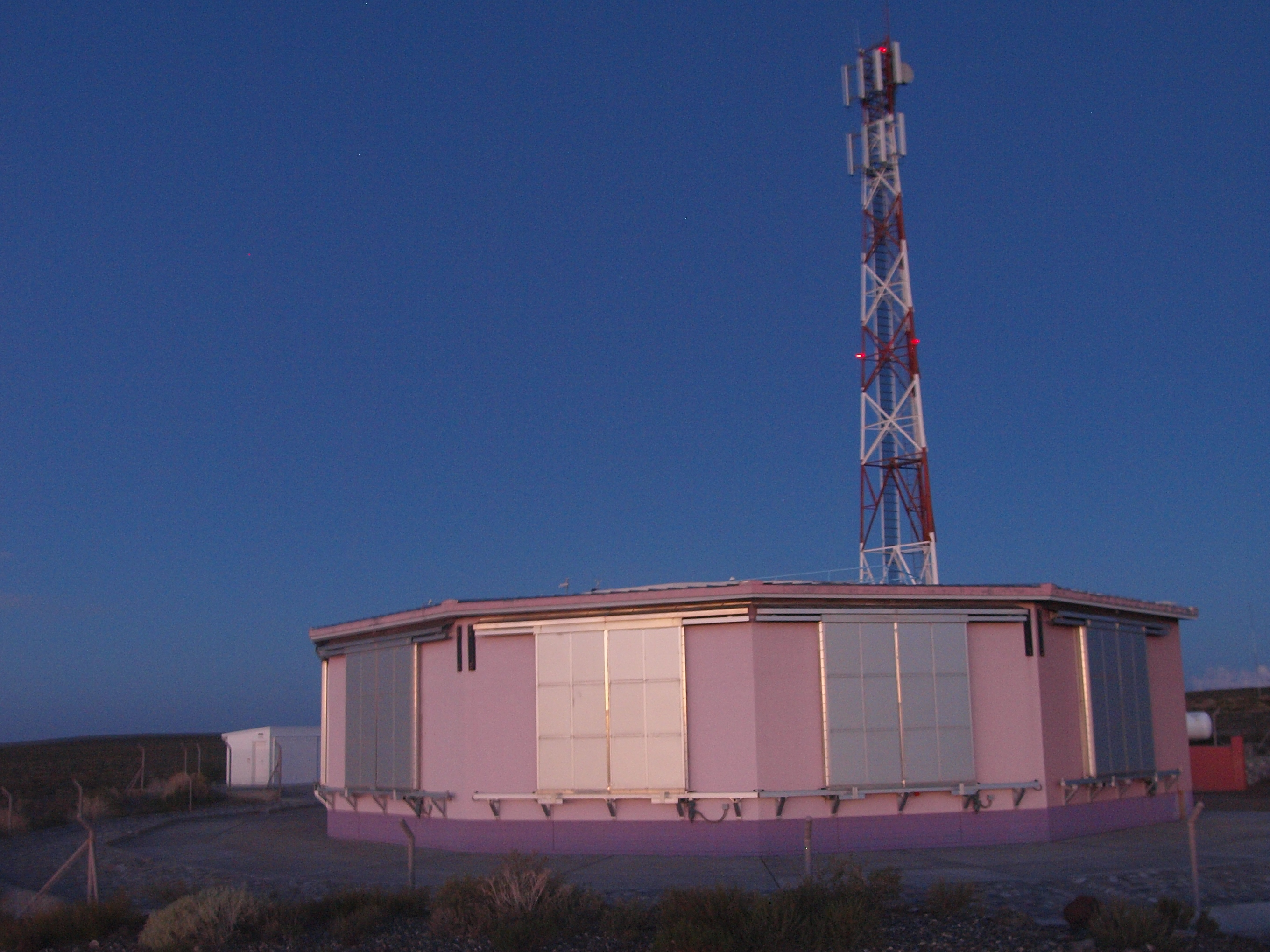
أحد المباني الأربعة المزودة بجهاز الكشف عن الفلورسنت (FD)
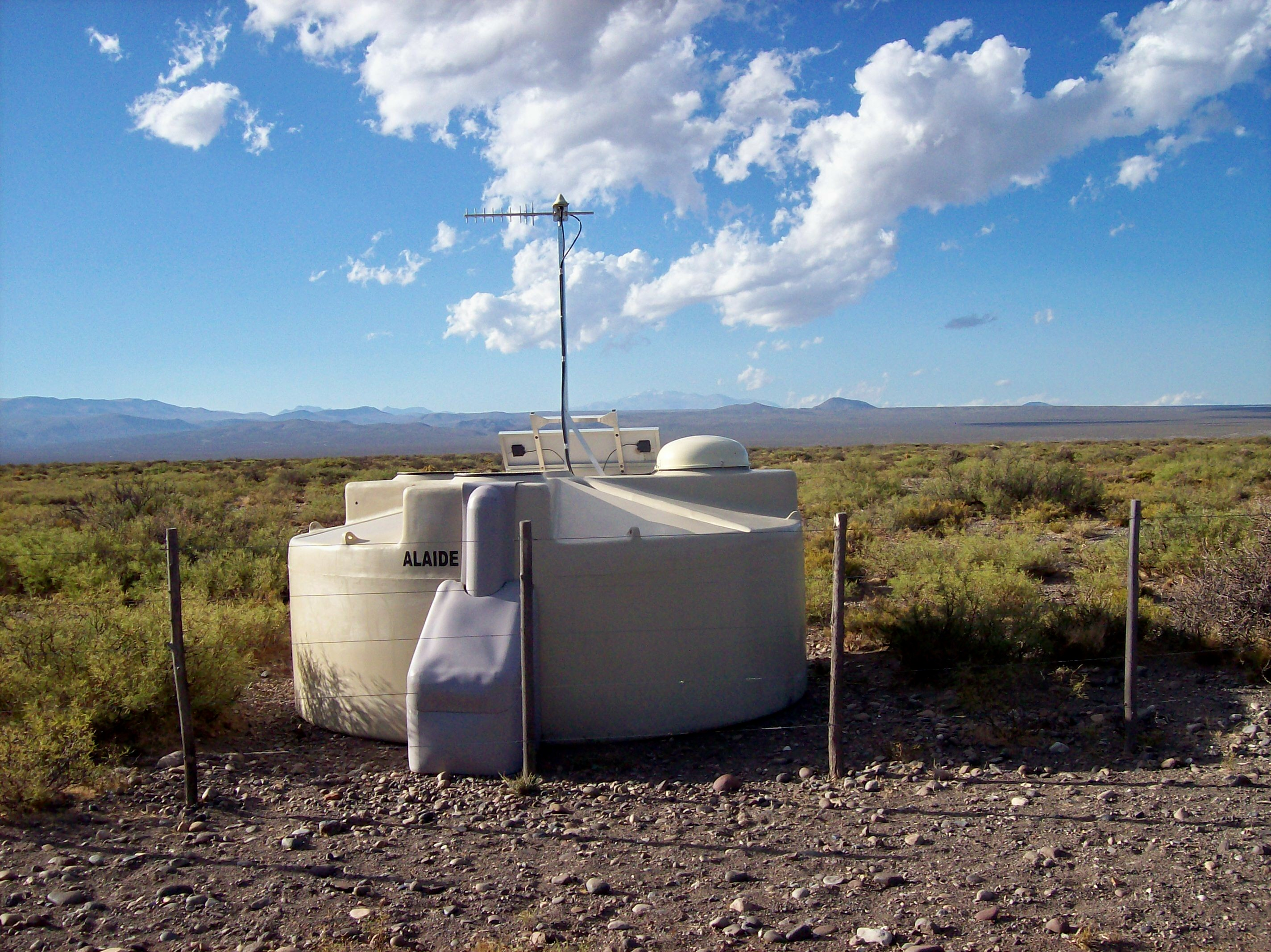
خزان تشيرينكوف في المحطة الجنوبية في بامبا أماريلا

## النتائج حتى عام 2021
يجمع المرصد بيانات عالية الجودة منذ عام ٢٠٠٥، واكتمل رسميًا في عام ٢٠٠٨.
في نوفمبر ٢٠٠٧ أعلن فريق مشروع أوجيه عن بعض النتائج الأولية. أظهرت هذه النتائج أن اتجاهات منشأ ٢٧ حدثًا عالي الطاقة كانت مرتبطة بمواقع النوى المجرية النشطة (AGNs). إلا أن اختبارًا لاحقًا باستخدام عينة بيانات أكبر بكثير كشف أن الدرجة الكبيرة من الارتباط المرصود في البداية كانت على الأرجح بسبب تقلب إحصائي.

في عام ٢٠١٧ أتاحت بيانات خلال ١٢ عامًا من الرصد اكتشاف تباين كبير في اتجاه وصول الأشعة الكونية عند طاقات أعلى من 8×1018 eV (إلكترون فولت). وهذا يدعم فرضية وجود مصادر لتلك الأشعة الكونية فائقة الطاقة قادمة من خارج المجرة (أي خارج مجرتنا) (انظر: الأشعة الكونية فائقة الطاقة). ومع ذلك، لا يزال من غير المعروف نوع المجرات المسؤولة عن تسارع هذه الأشعة الكونية فائقة الطاقة. ولا يزال هذا السؤال قيد البحث مع تحديث "أوجر برايم" لمرصد بيير أوجيه .
أتاح تعاون بيير أوجيه (لأغراض التوعية) 1% من أحداث المصفوفة الأرضية التي تقل عن 50 اكزا (1018 إلكترون فولت). تتطلب الأحداث ذات الطاقة الأعلى تحليلاً فيزيائياً أكثر، ولا تُنشر بهذه الطريقة. يمكن الاطلاع على البيانات على موقع "عرض الأحداث العامة" الإلكتروني.
اعتباراً من أكتوبر 2021، أصبح جزء من البيانات (10%) المعروضة في المؤتمر الدولي للأشعة الكونية لعام 2019 في ماديسون، الولايات المتحدة الأمريكية، متاحاً للعامة.